# 北千葉バイパス
北千葉バイパス（きたちばバイパス）は、千葉県千葉市若葉区貝塚町にある、国道51号のバイパス。
本来の国道51号（佐倉街道）が狭隘なため、千葉市街から成田へ至るための事実上の本道となっている。拡幅計画はあるが 延伸計画は京葉道路貝塚ICより南西側千葉市街への計画道路がストップした状態となっている。

## 道路
- 国道51号

## 接続する道路
- E14京葉道路 - 貝塚IC
- 国道16号（千葉バイパス） - 貝塚IC
- 国道51号現道（佐倉街道） - 桜木三差路

## 周辺
- 荒屋敷貝塚
- 都賀駅